# Agada clavicornis
Agada clavicornis är en skalbaggsart som beskrevs av Leon Fairmaire 1892. Agada clavicornis ingår i släktet Agada och familjen långhorningar.
Artens utbredningsområde är Madagaskar. Inga underarter finns listade i Catalogue of Life.